# Kleos
«Kleos» (griego: κλέος) es la palabra griega que suele ser traducida como «renombre», «gloria» o «fama». Se relaciona con la palabra κλέω («celebrar», «alabar»), e implica "lo que otros escuchan sobre uno". Los héroes griegos conseguían kleos cumpliendo grandes hazañas de combate o, a menudo, mediante su propia muerte. 
El kleos se transfiere siempre de padre a hijo. Este es responsable del uso de la gloria del padre y, a su vez, de la construcción de la suya sobre la fama heredada. Esta es la razón por la que Penélope pospone el compromiso con sus pretendientes durante tanto tiempo.
El tema del kleos es recurrente en los textos homéricos. En la Ilíada, por su parte, se relata cómo cobran kleos los héroes en el campo de batalla. En la Odisea, a Telémaco le preocupa que su padre, Odiseo, pueda haber muerto en el mar y no el campo de batalla, ya que de esa forma se vería deshecho su kleos.